# Bruce (singel)
Bruce – singel polskiego piosenkarza i rapera White'a 2115 oraz Flexxy i Kuqe z albumu studyjnego Rodziny biznes. Singel został wydany przez wytwórnię 2115 Label 20 lipca 2022 roku. Tekst utworu został napisany przez Sebastiana Czekaja, Flexxy i Kuqe.
Nagranie otrzymało w Polsce status złotej płyty w 2022 roku.
Singel zdobył ponad 2 miliony wyświetleń w serwisie YouTube (2023) oraz ponad 10 milionów odsłuchań w serwisie Spotify (2023).

## Nagrywanie
Utwór został wyprodukowany przez Cozy, Nuki oraz Duce.6x. Za mix/mastering utworu odpowiada Seek. Tekst do utworu został napisany przez Sebastiana Czekaja, Flexxy i Kuqe.

## Twórcy
- White 2115, Flexxy, Kuqe – słowa[1][2]
- Sebastian Czekaj, Flexxy, Kuqe – tekst[1]
- Cozy, Nuki, Duce.6x – produkcja[1]
- Seek – mix/mastering[1][2]

## Certyfikaty i sprzedaż
| Kraj          | Certyfikat      | Sprzedaż |
| ------------- | --------------- | -------- |
| Polska (ZPAV) | platynowa płyta | 50 000+  |